# Chamaita celebensis
Chamaita celebensis är en fjärilsart som beskrevs av Walter Karl Johann Roepke 1946. Chamaita celebensis ingår i släktet Chamaita och familjen björnspinnare. Inga underarter finns listade i Catalogue of Life.